# Джовани Малатеста
Вижте пояснителната страница за други личности с името Джовани.
Джовани Малатеста, наречен Джанчото или Джане Куцият (италиански: Giovanni Malatesta, 'Gianne lo sciancato' o Gianciotto Giovanni; * ок. 1245, Верукио; † 1304, Пезаро) от династията Малатеста, е италиански политик, кондотиер, подест на Пезаро (1294 – 1304). Известен е като убиец на съпругата си Франческа и на любовника ѝ – брат му Паоло.

## Произход
Той е син на Малатеста да Верукио (* 1212, † 1312), кондотиер, господар на Римини от 1295 г. до смъртта си, и на първата му съпруга Конкордия дей Пандолфини. Има трима братя и една сестра:
- Ренгарда (пр. † 1312)
- Малатестино I († 1317), господар на Римини (1312 – 1317)
- Паоло Красивият (* ок. 1246, † 1285), политик и дипломат, съпруг на Орабила Беатриче, графиня на Джиаджоло
- Рамберто († 1298), религиозно лице

Има и две природени сестри и един природен брат от втория брат на баща си – Пандолфо I Малатеста († 1326), господар на Пезаро.

## Биография
Роден е с физическа малформация, която го принуждава да накуцва (оттук и прякора ciotto, което означава „куц“).
През 1265 г. заедно с баща си се бие срещу гибелините на Гуидо да Монтефелтро и през същата година се сблъсква с рода Траверси заедно с Гуидо да Полента. Той подкрепя баща си в управлението на Римини от името на Папската държава.
След като Малатеста са изгонени от Римини през 1288 г., на него е поверена позицията на подест в Пезаро. Той умира през 1304 г., като е заемал тази длъжност пет пъти.
Народната традиция, в контекста на историята, разказана в „Божествена комедия“ от Данте, допринася за създаването на репутацията му на кървав и отмъстителен човек, което обаче не е исторически документирано. Той е първият съпруг на Франческа да Полента, увековечена в стиховете на Данте („Ад“, Песен V). Говори се, че смъртта му е настъпила в замъка Скортиката (днешна Ториана) от ръцете на неговия племенник Уберто, син на брат му Паоло, когото той е убил заедно със съпругата си Франческа, негова любовница. Въпреки това през 1304 г. Джанчото отново е назначен за кмет на Пезаро, поради което се смята, че е починал в този град.

## Брак и потомство
Жени се два пъти.
∞ 1. за Франческа да Полента (* 1259/1260; † 1285), дъщеря на Гуидо I да Полента († 1310), господар на Равена, от която има една дъщеря:
- Конкордия Малатеста

Франческа да Римини става любовница на брат му Паоло и Джовани ги убива, което му осигурява място в „Божествена комедия“ на Данте.
∞ 2. за Дзамбразина дей Дзамбази от Фаенца, от която има трима сина и две дъщери:
- Ренгардуча Малатеста
- Маргарита Малатеста
- Малатестино Малатеста († 1319)
- Гуидо Малатеста, религиозно лице
- Рамберто Малатеста († 1330), кондотиер

### Други
- Malatèsta, Giovanni, detto Gianciotto o lo Sciancato, на Treccani.it – Enciclopedie on line, Istituto dell'Enciclopedia Italiana
- (EN) Gianciotto Malatesta, на Enciclopedia Britannica